# Heiligkreuzberg
Der Heiligkreuzberg ist ein Bauwerk in Darmstadt. Heute beherbergt das Anwesen eine Tanzschule und Wohnungen. Aus architektonischen und stadtgeschichtlichen Gründen ist das Bauwerk ein Kulturdenkmal.

## Geschichte und Beschreibung
Seit der Biedermeierzeit war der Heiligkreuzberg ein beliebtes Ausflugsziel der Darmstädter.
Um das Jahr 1900 wurde das heutige Gebäudeensemble im neugotischen Stil nach Plänen des Architekten Leonhard Schäfer erbaut.
Zu dem Bauwerk gehört auch eine eingeschossige Remise direkt an der Dieburger Straße.
Zu den Details des Bauwerks gehören der Turm, das Fachwerk sowie das Eingangsportal mit schmiedeeisernem Tor und Bogen.
Die Remise – ein verzierter Fachwerkbau – wurde stilistisch an den Saalbau am Hauptgebäude angepasst.